# Phazotron-NIIR
Phazotron–NIIR, es un grupo de empresas de Rusia especializadas en el desarrollo y fabricación de elementos electromagnéticos. Creada en 1917, como "Aviapribor Plant", fue la primera empresa destinada a la fabricación de componentes de aviación. Fue reestructurada como sociedad en 1993. Actualmente forma parte de la corporación Rostec.
Está formada por unas 25 compañías afiliadas, y posee unidades separadas: en Moscú (donde residen sus oficinas principales), otras ciudades en Rusia, Ucrania y Bielorrusia. Emplea más de 5000 técnicos, y en 2001 poseía valores estimados en 750 millones de rublos.
Es líder en el desarrollo y producción de radares militares y civiles, así como sistemas de control de armamentos guiados destinados a aviones, blindados y medios navales de combate. Entre los radares para la defensa diseñados y construidos destacan la familia de aerotransportes N001 empleados por los cazas Sukhoi Su-27, de modernas características tanto para detección aérea como terrestre.
También desarrolla radares para vehículos espaciales, radares meteorológicos y de alta resolución para investigación geológica y planetológica, elementos electrónicos de alta eficiencia para la defensa, productos electromagnéticos para aplicaciones civiles, monitores tipo display, etc.
En el ámbito de la medicina, Phazotron desarrolla resonadores magnéticos para diagnóstico de enfermedades, e instrumetal magnético y lasérico para uso hospitalario.
- Datos: Q3526596